# Eurytoma morio
Eurytoma morio är en stekelart som beskrevs av Karl Henrik Boheman 1836. Eurytoma morio ingår i släktet Eurytoma, och familjen kragglanssteklar. Arten är reproducerande i Sverige. Inga underarter finns listade.